# Oroha
L’oroha est une des langues des Salomon du Sud-Est, parlée par 38 locuteurs au sud de Malaita. C'est une langue en voie de disparition. Elle porte aussi le nom de mara ma-siki ou de oraha. Ses locuteurs parlent également le sa’a.